# 馬海僕富士山
マヘボ富士山（マヘボふじさん）は、台湾にある山である。

## 概要
南投県仁愛郷に位置する、中央山脈の峰の一つである。標高2,616メートル。山容が富士山に似ているため、この名を持つ。山中には洞窟があり、霧社事件の折には多数のセデック族がこの中で自害したという。。

## 関連記事
- 郷土富士
- 富士山